# Jehan Mérichon
Jehan II Mérichon, seigneur du Breuil-Bertin, d'Uré, de la Gort, des Halles de Poitiers et d'Auzance (né à La Rochelle vers 1410 et mort à La Rochelle vers 1498), est un maire de La Rochelle au XVe siècle.

## Biographie
Jehan Mérichon est le fils de Jehan Mérichon, seigneur d'Uré, maître des comptes du roi, receveur général pour le roi en Saintonge et gouvernement de La Rochelle, maire de La Rochelle en 1419 et 1426, et de Jehanne Berland, dame des Halles de Poitiers. Il épouse en 1435 Marie de Parthenay, dame de Soubise, fille de Guy de Parthenay, seigneur de Soubise, du Parc et de Mouchamps, et de Louise du Plantis. Leur fille, Guyonne, épouse Louis de Montberon, seigneur de Fontaines, chevalier de l'ordre de Saint-Michel ; son fils Olivier, gouverneur de l'Aunis, épouse Louise du Bellay puis Marguerite de Comborn.
Licencié ès lois, il devient conseiller et maître des requêtes du roi, élu en Saintonge et échevin de La Rochelle. Il est maître des comptes du duc de Guyenne puis de Louis XI.
Lieutenant général du roi en Poitou et bailli d'Aunis, il est maire de La Rochelle à cinq reprises : 1443, 1457, 1460, 1463 et 1468. Il accélère les travaux de reconstruction de la nouvelle Tour de la Lanterne, qui peut enfin être achevé vingt-trois ans après le début des travaux (1468), grâce aux deniers personnels de Mérichon. Il réalise un grand nombre d'aménagements dans la ville.
Il est chambellan du roi Louis XI, qui l'appelle son "bon bourgeois".
Il est député aux États généraux de 1468 à Tours et envoyé par le roi en Espagne pour y accompagner l'ambassadeur de France l'année suivante.
Il succède à Thierry de Lenoncourt en tant que gouverneur et sénéchal de La Rochelle en 1471.
En 1472, le roi concède à Mérichon l'usage et exploitation de plusieurs forêts pour bâtir et édifier son hôtel d'Ouzance et les halles de Poitiers.
Il est le commanditaire d'une nouvelle édition des Grandes Chroniques de France de Robinet Testard.

## Hommages

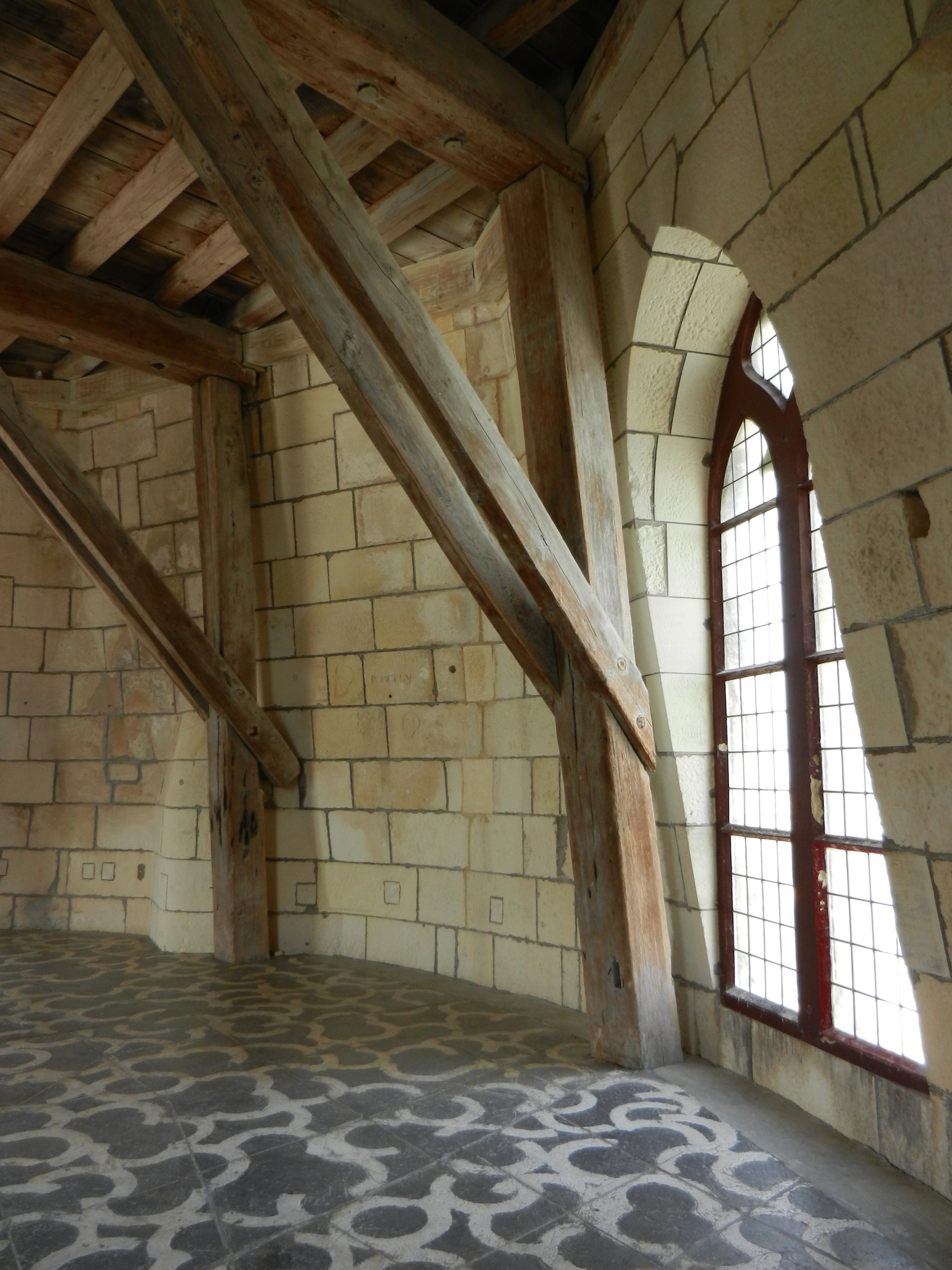
La salle Jehan Mérichon, dans la Tour de la Lanterne.

Il donne son nom à la salle Jehan Mérichon, dans la Tour de la Lanterne.
Une rue Jehan Mérichon est baptisée en son honneur à La Rochelle.

## Armoiries
Les armoiries de la famille Mérichon, qui sont peintes dans la salle des échevins de l'Hôtel de ville de La Rochelle et apparaissent dans l'édition des Grandes Chroniques de France de Robinet Testard dont il est le commanditaire se blasonnent « d’argent à la genette au naturel accostée de trois redortes de sinople ». Il en existe une autre variante les combinant avec les armes de son épouse. La genette (figure à la mode à la fin du Moyen Âge dans la haute société) doit probablement être interprétée comme une évocation de son nom (armes parlantes), la genette étant souvent choisie comme emblème par des individus prénommés Jean ou Jeanne.

Armoiries de Jean Mérichon.
Armoiries de Jean Mérichon : variante combinant ses propres armes et celles de son épouse (Parthenay).

## Sources
- Laurent Hablot, « Poitiers à la fin du Moyen Âge, une capitale artistique ? Le mécénat des frères du Fou, de Jean Mérichon et de quelques autres amateurs éclairés du XVe siècle », Revue historique du Centre-Ouest, t. 12, 2013, n° spécial, Les mécènes, leurs demeures et leurs jardins (XVe – XXe siècle), p. 227-242
- Léopold Delayant, Historiens de La Rochelle, 1863
- Émile Couneau, La Rochelle disparue, 1904